# Валверде (Алфандега-да-Фе)
Валверде (порт. Valverde; МФА: [vaɫ.ˈveɾ.dɨ]) — парафія в Португалії, у муніципалітеті Алфандега-да-Фе. Розташована в північно-східній частині країни, на теренах історичної португальської провінції Трансмонтана. Входить до складу округу Браганса. За адміністративним поділом, чинним до 1976 року, терени парафії були складовою провінції Трансмонтана і Верхнє Дору. Належить до Брагансько-Мірандської діоцезії Католицької церкви. Патрон — святий Севастіан. Площа — 12,6596 км². Населення — 107 ос. (2011). Слабо урбанізований регіон. Густота населення — 8,45 осіб/км²
. Код — 040117.

## Населення
| Кількість мешканців | Кількість мешканців | Кількість мешканців | Кількість мешканців | Кількість мешканців | Кількість мешканців | Кількість мешканців | Кількість мешканців | Кількість мешканців | Кількість мешканців | Кількість мешканців | Кількість мешканців | Кількість мешканців | Кількість мешканців | Кількість мешканців |
| ------------------- | ------------------- | ------------------- | ------------------- | ------------------- | ------------------- | ------------------- | ------------------- | ------------------- | ------------------- | ------------------- | ------------------- | ------------------- | ------------------- | ------------------- |
| 1864                | 1878                | 1890                | 1900                | 1911                | 1920                | 1930                | 1940                | 1950                | 1960                | 1970                | 1981                | 1991                | 2001                | 2011                |
| 331                 | 324                 | 297                 | 291                 | 295                 | 238                 | 261                 | 264                 | 246                 | 267                 | 212                 | 207                 | 148                 | 161                 | 107                 |